# Nina Persson
Nina Elisabet Persson (Jönköping, 6 de septiembre de 1974) es una cantante sueca, vocalista del grupo de pop/rock sueco The Cardigans. También ha trabajado en solitario, publicando dos álbumes como A Camp y uno con su propio nombre, y ha actuado como artista invitada con otros grupos y ha colaborado en el disco tributo a Serge Gainsbourg titulado Monsieur Gainsbourg Revisited. También ha colaborado con el grupo de rock Sparklehorse.

## Biografía
Persson creció en Jönköping, Suecia: «Crecí en una familia académica de clase media», dijo Persson en 2014. «Vivía en una villa con jardín. Tenía dos hermanos pequeños".
De niña no quería ser músico, sino que le interesaba el arte, lo que la llevó a estudiar en una escuela de arte: «Nunca me esforcé mucho por ser músico; simplemente me reclutaron para esta banda. Me aburría como una ostra en un lugar pequeño y seguro (Jönköping). Me dije: 'Qué bien, me voy a juntar con tíos divertidos'".

## Trayectoria
Persson debutó como actriz en la película Om Gud vill, estrenada en 2006.
Aparece en la canción de Manic Street Preachers «Your Love Alone Is Not Enough», que alcanzó el número 2 en la lista británica, en el álbum Send Away the Tigers. Esta canción fue votada "Canción del año" por la radio holandesa KXradio. También aparece en la colaboración de Sparklehorse/Danger Mouse de 2009, Dark Night of the Soul, cantando «Daddy's Gone».
El primer álbum en solitario de Persson bajo su propio nombre, Animal Heart, salió a la venta el 10 de febrero de 2014 en el sello discográfico independiente británico Lojinx Records.
En octubre de 2022, Domino Recording Company publicó un sencillo de James Yorkston, Persson y The Secondhand Orchestra llamado «Hold Out For Love», tema «del próximo álbum The Great White Sea Eagle». Trabajó con James Yorkston y Karl-Jonas Winqvist de The Second Hand Orchestra en ese álbum en Malmo. Estuvo de gira en el Reino Unido con ellos en 2022 y 2023.
Ella ha dicho que los Cardigans pueden reformarse ocasionalmente para tocar juntos, pero no hay planes de trabajar en un estudio para crear nueva música juntos.

## Vida personal
Persson se casó con el músico y compositor norteamericano Nathan Larson el 16 de junio del 2001. 
En 2009, Persson fue diagnosticada de cáncer de cuello de útero, y se sometió a tratamiento quirúrgico. Tras tres intentos de fecundación in vitro, su hijo, Nils, nació el 30 de septiembre de 2010. 
Durante varios años la familia residió en Harlem, Nueva York, pero en 2015 decidieron trasladarse a Malmö, antigua base de los Cardigans. En una entrevista concedida al diario sueco Dagens Nyheter en marzo de 2018, Persson habló de sus años de expatriación, del regreso a Suecia y señaló que la vuelta a su país natal era un asunto familiar y no reflejaba ningún deseo de reiniciar su antigua banda.

## Discografía de Nina Persson

### Álbumes
- 2014: Animal Heart

### Canciones y sencillos
Además de los trabajos con The Cardigans y A Camp, hay algunas canciones en las que ha participado escribiendo y cantándolas.
- 1996: "Desafinado"
- 1999: "The Bluest Eyes in Texas", la cual está incluida en la BSO de "Boys Don't Cry". (Nina Persson & Nathan Larson).
- 2000: "Theme from 'Randall & Hopkirk (Deceased)," Nina Persson & David Arnold (#49 en UK singles chart)[9]
- 2006: "Black Winged Bird", aparecida en el álbum benéfico de la banda irlandesa The Cake Sale. En colaboración de Emm Gryner.
- 2007: "Your Love Alone Is Not Enough",  aparecida en el disco Send Away The Tigers del grupo galés Manic Street Preachers (#2 en UK Singles Chart)[10]
- 2014: "Animal Heart"
- 2014: "Sometimes"
- 2015: "The Legacy (Theme Song)"

## Curiosidades
La canción "Live And Learn" del disco Long Gone Before Daylight estuvo en el segundo episodio de la primera temporada de Anatomía de Grey, en 2005. En el episodio titulado El primer corte es el más profundo.